# 王韞秀
王韞秀（？年—777年），祖籍山西太原祁縣，後移居華州鄭縣（今陝西省華縣），王忠嗣之女，王維侄女，也有是王縉女兒的說法，宰相元載之妻。

## 生平
王韞秀勸元載游學，元載答應於是賦詩《別妻王韞秀》和王韞秀道別要去長安求取功名。王韞秀願和元載一起受窮便一起同行，寫下了《同夫遊秦》的詩。元載至京師後，陳時務，深符帝旨，為唐肅宗拜為中書令。王韞秀很是激動於是寫下《夫入相寄姨妹》給家中諸位姐妹，詩中以蘇秦為例諷刺那些當年看不起元載又趨炎附勢的家人。
時任中書侍郎、同平章事的元載十分專橫，黃門侍郎、同平章事王縉依附元載，二人皆奢華。王韞秀的兒子元伯和、元仲武，王縉的弟弟、妹妹和出入王門的尼姑，爭納賄賂。元載、王縉將政務委託官吏辦理，求取功名的士人如果不巴結他們的子弟和主書卓英倩等人，就無法入官。唐代宗多年包涵寬容，但元載、王縉依然不悔改。
元載當了肅、代兩朝宰相，貴盛無比，但他也越來越奢侈，與當初的元載已不同，於是王韞秀寫了篇《喻夫阻客》暗諷他，於是元載稍微節制。
大曆十二年（公元777年），元載貪吝獲罪被誅，按唐律，元載家的妻女並不處斬，只需入宮中做粗活。王韞秀因有才華被准許入宮管理文書，但王韞秀不願意再苟活偷生，她說：「王家十二娘子，二十年太原節度使女，十六年宰相妻，死亦幸矣，堅不從命！」。她堅持不屈違抗皇命，於是被京兆尹笞杖刑罰活活打死。

## 詩詞
《同夫游秦》、《夫入相寄姨妹》、《喻夫阻客》

## 評價
- 黃周星：秀亦女中俊傑也哉！借所匹非其人也。至今讀其詩，猶足動人憐婉。[11]

- 沈德潛：載為相後愧對此婦人，浮云不長，王氏有見識。[12]

- 唐汝詢：韞秀志節可嘉，詩不必論；所恨作元載妻。[13]

## 外部連結
- 《別妻王韞秀》
- 《同夫游秦》
- 《夫入相寄姨妹》
- 《喻夫阻客》

## 影视形象
- 艾如在電視劇《長安十二時辰》中扮演大將軍（原型「王忠嗣」）之女。